# 道の駅織姫の里なかのと
道の駅織姫の里なかのと（みちのえき おりひめのさとなかのと）は、石川県鹿島郡中能登町井田にある国道159号の道の駅である。国道159号では初めて、かつ中能登町では初めての道の駅として開業した。

## 施設
- 駐車場(EV充電器あり)
  - 普通車：91台[1][4]
  - 大型車：6台[1][4]
  - 身障者用：2台[1][4]
- トイレ
- 地域振興施設
  - 産直館織姫市場（8:45 - 18:30）[2][5]
  - フードコート織姫ダイニング（11:00 - 15:00）[2][4]
  - 総合情報・休憩コーナー
  - 地域交流なかのと情報コーナー
- イベント広場
- 芝生広場 - 滑り台やブランコなどの遊具が設置されている[5]。
- ドッグラン（8:45 - 18:30）[4][5]
- 公衆無線LAN（FREESPOT）[6]

### 管理団体
- 設置者：中能登町
- 指定管理者：能登わかば農業協同組合[2]

## 休館日
- 産直館織姫市場・ドッグラン：1月から3月の毎週水曜日[4][5]
- フードコート織姫ダイニング：年始[4]

## アクセス
- 国道159号（石川県道325号良川磯辺線重複） - 登録路線
  - 石川県道18号氷見田鶴浜線
- 能越自動車道七尾ICより約10分[5]。
- 道の駅織姫の里なかのとが起終点となる中能登町のコミュニティバス「おりひめバス」（北鉄能登バスに運行委託）が、西日本旅客鉄道（JR西日本）七尾線の中能登町内の各駅（金丸駅・能登部駅・良川駅・能登二宮駅）と連絡している（毎週木曜日・年末年始は運休）[7]。

## 周辺の施設
- アル・プラザ鹿島